# 鐵連吉特人
鐵連吉特人，是一個突厥民族，主要分佈在俄羅斯阿爾泰共和國。鐵連吉特人主要居住在科什阿加奇區。他們是南阿爾泰人更大文化群體的一部分。人口3,712人。

## 歷史
他們可能源於鐵勒中的“多覽葛”，是從欽察突厥部落與蒙古人的混合中產生的。蒙古史籍中他们被称为“帖良兀”、“帖良古惕”。
鐵連吉特人大概在14世紀時成立自己的兀魯思，長期保持獨立，直到18世紀被準噶爾征服，成為擁有4000帳的鄂托克，清代史料记为“特楞古特”，在準噶爾汗國統治期間，鐵連吉特人不得不向準噶爾人進貢牙薩克。1756年後他們開始向清廷進貢，被称为“阿尔泰淖尔乌梁海”，属科布多。19世紀中叶成為俄羅斯帝國一部分，苏联时期开始被归为阿尔泰人。
在2002年正式登記為俄羅斯聯邦的一個少數民族。

## 文化
大多數鐵連吉特人是遊牧或半遊牧牧民。他們通常飼養綿羊、牛、山羊和馬。
傳統的鐵連吉特住宅是蒙古包。 現代鐵連吉特人住在木屋中，但在夏季通常居住在蒙古包中。
傳統的男性和女性鐵連吉特服飾都是相似的。傳統的鐵連吉特禮服由長袖襯衫、馬褲和長袍組成。雙排扣羊皮大衣、皮帽和高筒靴也很常見。已婚婦女還穿著無袖外套。
大多數鐵連吉特人信奉薩滿教和東正教。少數人信奉布爾罕教。薩滿教繼續在特倫吉特文化中產生強烈影響，而東正教最近在特倫吉特人中復興。

## 與土地的連繫
阿爾泰人和鐵連吉特人感到與他們居住的土地有聯繫。他們認為應該崇拜他們神聖的特殊家園。鐵倫吉特人說，如果阿爾泰人離開阿爾泰，他或她就會生病並死亡。這不是因為任何渴望或情緒困擾，而是因為身體上的分離。 他們在這片土地上生活之後，就與這片土地合而為一。這就是為什麼當一個人與家園分離時，情況如此嚴重。

### 书目
- alemba, Agnieszka E. “The Altai, the Altaians, and the Telengits.” The Telengits of Southern Siberia: landscape, religion and knowledge in motion. New York: Routledge, 2006.